# Yoandy Garlobo
Yoandry Garlobo era un jugador de béisbol cubano. Natural de la ciudad de Matanzas, al oeste de la capital cubana. Adquirió fama en el clásico de béisbol al terminar con average de .480 puntos, aun cuando asistió de suplente. 
Vale destacar que a pesar de que el equipo al que pertenece en la liga cubana "Matanzas" resulta uno de los de más bajo nivel en el torneo cubano, Garlobo supo destacarse en el Clásico Mundial, cuando al sustituir al bateador regular solo tenía una opción si quería introducirse en la tanda cubana: batear, y así fue con una contundente conexión dio esperanzas a su equipo y supo merecerse continuar como regular el resto del torneo.
En la 47 Serie Nacional del béisbol cubano obtuvo la corona de bateo con astronómico promedio de .398. Es uno de los peloteros llamados a integrar el equipo Cuba para los próximos Juegos Olímpicos.
Falleció el 15 de julio del 2023 a los 46 años de edad, por causa de una descompensación de la diabetes.